# Tolerância central
Tolerância central é o mecanismo através do qual as novas células T e células B tornam-se não reactivas em relação ao próprio indivíduo.
A tolerância central é distinta da tolerância periférica porque ocorre enquanto as células ainda estão presentes nos órgão linfáficos primários (timo e medula óssea), antes de serem exportadas para a periferia. A tolerância periférica é gerada depois das células atingirem a periferia. As células T reguladoras podem ser consideradas como mecanismos tanto central como periférico, já que podem geradas a partir de células T auto-reactivas no timo durante a diferenciação de células T, mas exercem a sua função de supressão imunológica na periferia ou em outras células T auto-reactivas.